# FC Gateshead
Der FC Gateshead ist ein 1977 gegründeter Fußballverein aus Gateshead, der aktuell in der National League spielt. Der Verein trägt seine Heimspiele im Gateshead International Stadium aus.

## Geschichte
Der ursprüngliche AFC Gateshead wurde 1899 unter dem Namen South Shields Adelaide gegründet und wurde 1919 Mitglied der Football League. 1930 zog der Verein aufgrund finanzieller Probleme nach Gateshead um. Der Verein wurde jedoch 1960 aus der Football League ausgeschlossen und 1973 aufgelöst. Die Geschichte wiederholte sich, als der South Shields Club, der als Ersatz für den ursprünglichen Verein gegründet wurde, ebenfalls nach Gateshead verlegt wurde und 1974 zu Gateshead United wurde. Am Ende der Saison 1976/77 erfolgte die Auflösung. Ein neuer Verein wurde gegründet, der United in der Northern Premier League ablöste. Nach drei Saisons, die sie in der zweiten Hälfte der Tabelle abschlossen, beendeten sie die Saison 1980/81 als Tabellenelfter, auch erreichten sie erstmals die erste Runde des FA Cups, wo sie 0:1 gegen Lincoln City verloren. Der Verein schloss die folgende Saison als Vierter ab.
In der Saison 1982/83 gewann Gateshead die Northern Premier League mit einer Rekordpunktzahl von 100 und 114 erzielten Toren. Damit stieg der Verein in die Alliance Premier League auf. Nach dem Abschluss ihrer ersten Saison in der Liga auf Platz 16 wurden sie 1984/85 Tabellenvorletzter und stiegen in die Northern Premier League ab. Der Verein wurde jedoch auf Anhieb Meister und stieg sofort wieder in die nun in Football Conference umbenannte Liga auf. Dort spielten sie jedoch nur eine Saison und stiegen nach dem letzten Platz in der Tabelle wieder in die Northern Premier League ab.
Nachdem diese eine zweite Liga erhalten hatte, wurde Gateshead nach der Rückkehr Mitglied in deren Premier Division. 1987/88 belegten sie am Ende Platz 18 und wurden im Jahr darauf Tabellenvorletzter. Der Verein konnte den Abstieg in die Division One vermeiden, da keine Mannschaft aus der Football Conference in die Liga absteigen musste. Danach wurde Gateshead 1989/90 Zweiter in der Liga und stieg wieder in die Football Conference auf. Die folgenden sieben Saisons beendeten sie im Mittelfeld, kehrten aber 1997/98 als Tabellenvorletzter in die Northern Premier League zurück.
Nach zwei Platzierungen unter den ersten fünf seit ihrer Rückkehr beendete Gateshead die Saisons 2000/01 und 2001/02 im Mittelfeld. Am Ende der Saison 2002/03 waren sie in die Division One abgestiegen, durch die Schaffung der Conference North und South reichte ein sechster Platz in der Saison 2003/04 aus, um die Rückkehr in die Premier Division zu sichern, was dazu führte, dass viele Vereine diese verließen. Ein dritter Platz in der Premier Division 2007/08 qualifizierte den Verein für die Aufstiegs-Playoffs und nach einem Sieg gegen Eastwood Town mit 4:0 im Halbfinale schlugen sie den FC Buxton mit 2:0 im Finale und stiegen in die Conference North auf.
In der Saison 2008/09 wurde Gateshead Zweiter der Conference North. In den anschließenden Playoffs besiegten sie im Halbfinale den FC Southport mit 2:1, bevor man im Finale mit einem 1:0-Sieg gegen den AFC Telford United den Aufstieg in die Conference National schaffte. Für die Saison 2010/11 stellte der Verein zum ersten Mal einen festen Kader auf. 2013/14 belegte der Verein den dritten Platz in der Liga und qualifizierte sich für die Aufstiegs-Playoffs. Sie besiegten Grimsby Town im Halbfinale mit 4:2 und stand damit im Wembley-Finale gegen Cambridge United, das man mit 1:2 verlor. In der folgenden Saison erreichte der Verein erstmals die dritte Runde des FA Cups; Siege gegen Norton United in der ersten und Warrington Town in der zweiten Runde führten zu einem Drittrundenspiel gegen West Bromwich Albion, das Gateshead mit 0:7 verlor. Der Verein wurde im Mai 2019 wegen finanzieller Unregelmäßigkeiten aus der National League ausgeschlossen, und wurde einen Monat später in die National League North zurückgestuft.
In der verkürzten Saison 2019/20 belegte Gateshead den siebten Platz (die Tabelle wird nach Punkten pro Spiel berechnet) und qualifizierte sich damit für die Playoffs. Nachdem sie in der ersten Runde Brackley Town nach einem 1:1-Unentschieden im Elfmeterschießen besiegt hatten, verloren sie im Halbfinale mit 3:5 gegen Boston United. 2021/22 wurde Gateshead Meister der National League North und kehrte in die National League zurück.

## Vereinsfarben und Wappen
Der Verein trug anfangs ausschließlich rote Trikots mit einem weißen und blauen vertikalen Schrägstrich auf dem Trikot. Gateshead spielte bis Mitte der 1980er Jahre in ungleichen Farbvarianten, als der Verein zu den Farben des früheren AFC Gateshead – weißes Trikot, schwarze Hosen und Stutzen – wechselte und seitdem in diesen Farben spielt. Seit 2011 trägt Gateshead die ursprünglichen Farben Rot und Blau als Auswärtstrikot.
Das Vereinswappen zeigt ein Bild der Statue des Engels des Nordens.

## Stadion

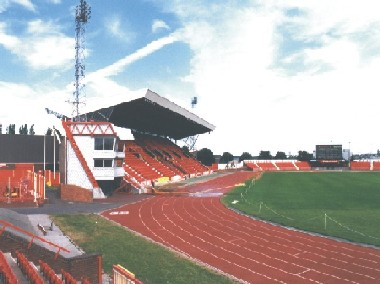
Gateshead International Stadium

Der Verein spielt seit der Gründung im Gateshead International Stadium. Am 28. Oktober 2009 enthüllte Gateshead Pläne für ein neues Stadion mit einer Kapazität von 8.000 Zuschauern, das im Stadtzentrum gegenüber dem Gateshead Civic Centre, der früheren Spielstätte des North Durham Cricket & Rugby Club. Nach dem Scheitern der Bewerbungen Englands um die Austragung der Fußball-Weltmeisterschaft 2018 und 2022 wurde das Stadion, das als Trainingsstätte für die im nahegelegenen St. James’ Park spielenden Mannschaften dienen sollte, jedoch auf unbestimmte Zeit auf Eis gelegt. Im Jahr 2014 wurde berichtet, dass der Vorsitzende Graham Wood „ein neues Fußballstadion für die Zukunft des Gateshead Football Club nicht mehr als entscheidend ansieht“. Im Dezember 2015 gab der neue Eigentümer des Vereins, Richard Bennett, bekannt, dass der Verein die Suche nach einem neuen Stadionstandort wieder aufgenommen hat, obwohl er das International Stadium als „fabelhaft“ bezeichnete.

## Erfolge
- Meister der National League North: 2022
- Meister der Northern Premier League Premier Division: 1983, 1986
- Sieger der FA Trophy: 2024

## Rekorde
- Meiste Zuschauer: 11.750 gegen Newcastle United, Freundschaftsspiel, 7. August 1995[13]
- Höchster Sieg: 8:0 gegen Netherfield, Northern Premier League[13]
- Höchste Niederlage: 0:9 gegen Sutton United, Football Conference, 22. September 1990[13]
- Meiste Spiele: James Curtis, 596 (2003–2016)[13][14]
- Meiste Tore: Paul Thompson, 130[13] (1995–1997, 1999–2004, 2005–2008)
- Teuerster Zugang: £9.000 an Dagenham & Redbridge für Paul Cavell (1994)[13]
- Teuerster Abgang: £250.000 von Peterborough United für Marcus Maddison (2014)[15][16]